# Stefanus I van Champagne
Stefanus I van Champagne (overleden op 1 juni 1021) was van 995 tot aan zijn dood graaf van Troyes en Meaux. Hij behoorde tot de Herbertijnen-dynastie.

## Levensloop
Stefanus was de zoon van graaf Heribert van Troyes en diens onbekend gebleven echtgenote.
In 995 volgde hij zijn overleden vader op als graaf van Troyes, het latere graafschap Champagne, en Meaux. Over zijn regering is zowat niets bekend.
Stefanus was gehuwd met ene Alix, maar het huwelijk bleef kinderloos. Na zijn dood in 1021 ontketende zich een successieoorlog over zijn gebieden, die uiteindelijk gewonnen werd door zijn neef Odo II van Blois.